# Nora Montalbán
Nora Montalbán fue una actriz de la etapa del cine mudo argentina.

## Carrera
Nora Montalbán inició su carrera cinematográfica por su empeño y paciencia al igual que otras actrices de su talla como Lidia Liss, Yolanda Labardén y Elena Guido. Comenzó como partiquina de la primera actriz Camila Quiroga para luego formarse independientemente en su profesión de actriz dramática. 
Alcanzó el estrellato con su papel protagónico en el film, Mi último tango en 1925, de la mano del genial José Agustín Ferreyra, junto con Percival Murray y Elena Guido.
Con el tiempo su imagen se fue desapareciendo del ambiente artístico con el advenimiento del cine sonoro.